# Branislav Nušić
Branislav Nušić (srbsky: Бранислав Нушић; 20. říjen 1864 – 19. leden 1938) byl srbský spisovatel, dramatik, esejista, satirik, amatérský fotograf a zakladatel moderní rétoriky. Pracoval také jako novinář a diplomat. Jeho díla, mezi která patří dramata, romány, básně, ale i komedie, se zabývala hlavně lidmi a jejich mnohdy komickými životními zkušenostmi. Jeho komedie, které bavily diváky v různých městech, vynikly v tehdejší jihoslovanské literární i divadelní tvorbě a pronikly i za hranice státu. Některá jeho díla, např. Cesta kolem světa, Dr., nebo Sumnjivo Lice, byla i zfilmována.

## Biografie
Nušić se narodil v Bělehradě a dětství strávil v Smederevu. Vojenskou službu v řadách srbského království strávil ve válce s Bulharskem, která se odehrála v roce 1885. Za svoji kontroverzní báseň „Dva raba“, která byla uveřejněna v novinách „Dnevni list“ byl následně odsouzen ke dvěma letům vězení. Báseň se vysmívala srbskému království, obzvláště pak tehdejší hlavě státu, králi Milanu Obrenovićovi.
V diplomatických řadách sloužil Nušić od roku 1889. Pracoval na ministerstvu zahraničních věcí, později na konzulátě v Bitole, kde se i roku 1893 oženil. Na jihu Srbska i v Makedonii strávil celkem deset let života. Jeho poslední službou v této době se stala práce vicekonzula v Prištině.
Roku 1900 získal Nušić funkci sekretáře Ministerstva školství, rychle poté se stal i dramaturgem Národního divadla v Bělehradě. Roku 1904 pak rovněž působil v divadle v Novém Sadě. Roku 1905 přesídlil zpět do srbské metropole kde se zabýval novinářstvím, psal pod pseudonymem Ben Akiba.
Znovu se vrátil k diplomatické práci v Bitole roku 1912 jako státní úředník. Roku 1913 přispěl k založení divadla ve Skopje. V tomto městě pak žil ještě do roku 1915; nedlouho po začátku první světové války odešel do Itálie, Švýcarska a Francie, kde žil až do konce tohoto konfliktu.
Po válce pracoval na uměleckém oddělení ministerstva školství v Bělehradě, kde zůstal až do roku 1923. Poté se stal pracovníkem Národního divadla v Sarajevu, odkud se roku 1927 vrátil do Bělehradu. 10. února 1933 byl zvolen řádným členem Srbské královské akademie. Zemřel 19. ledna 1938 ve věku 73 let.

## Příspěvek k srbské fotografii
Fotografii se věnoval ještě před konzulováním v Prištině (červen 1893). Je jedním z prvních srbských stereofotografů. Působil také jako spisovatel srbské fotografické historie (jako první si všiml práce putovních daguerrotypistů Josifa Kapileriho a Adolfa Dajče) a v té době některých nových technik (například rentgenová fotografie). Své tři cestovní knihy ilustroval svými fotografickými pracemi. Zúčastnil se první výstavy amatérských fotografií v Bělehradě v roce 1901. V novinách Politika publikoval krátké příběhy o fotografických tématech, které zasvětil svému kmotrovi, dvornímu fotografovi Milanu Jovanovićovi. Nušićovy fotografické práce jsou uchovávány v jeho odkazu v Muzeu města Bělehradu.

## Dílo

### Česká vydání
- Pustina (1921) – drama o 4 jednáních [1]
- Tisíc devět set patnáct (1923) [2]
- Tisíc devět set patnáct (1924) – tragedie národa[3]
- Náčelník semberský (1929) – historická scéna od Branisl. Dj. Nušiće [4]
- Tragedie národa (1931) [5]
- Autobiografie (1934) [6]